# Craig Lahiff
Craig Lahiff (23 d'abril de 1947 - 2 de febrer de 2014) va ser un director de cinema australià. Va créixer al suburbi d'Adelaide de Somerton Park i va estudiar ciències a la Universitat d'Adelaide, després es va formar com a consultor de sistemes abans d'estudiar arts en cinema a la Universitat de Flinders. Va començar a treballar a la indústria del cinema amb equips per a pel·lícules com Sunday Too Far Away i The Fourth Wish.
Després de fer diversos curtmetratges, va dirigir Coda (1987), una pel·lícula per a televisió sobre un assassí en sèrie. L'any següent va obtenir una nominació a l'AFI pel seu primer llargmetratge Fever, que no es va estrenar als cinemes però es va vendre àmpliament en DVD i vídeo i va obtenir beneficis. 
Lahiff va morir el 2 de febrer de 2014. En el moment de la seva mort, estava desenvolupant dues pel·lícules de cinema negre amb la productora habitual Helen Leake com a part d'una trilogia de cinema negre iniciada per Swerve i un biopic del general. Sir John Monash amb el col·laborador freqüent Louis Nowra. S'havia casat l'any 1976, però el matrimoni es va dissoldre. Va tenir fills bessons, Sean i Daland.

## Filmografia

### com a director
- Labyrinth (1979) – curt
- The Coming (1981) – curt
- Coda (1987)
- Fever (1989)
- Estranys (1991)
- Ebbtide (1994)
- Fugida desesperada (1997)
- Black and White (2002)
- Swerve (2011)

### Com a productor
- The Dreaming (1988)